# Ridderkerk
Ridderkerk  è una municipalità dei Paesi Bassi di 44 826 abitanti situata sull'isola di IJsselmonde nella provincia dell'Olanda Meridionale.

## Altri progetti

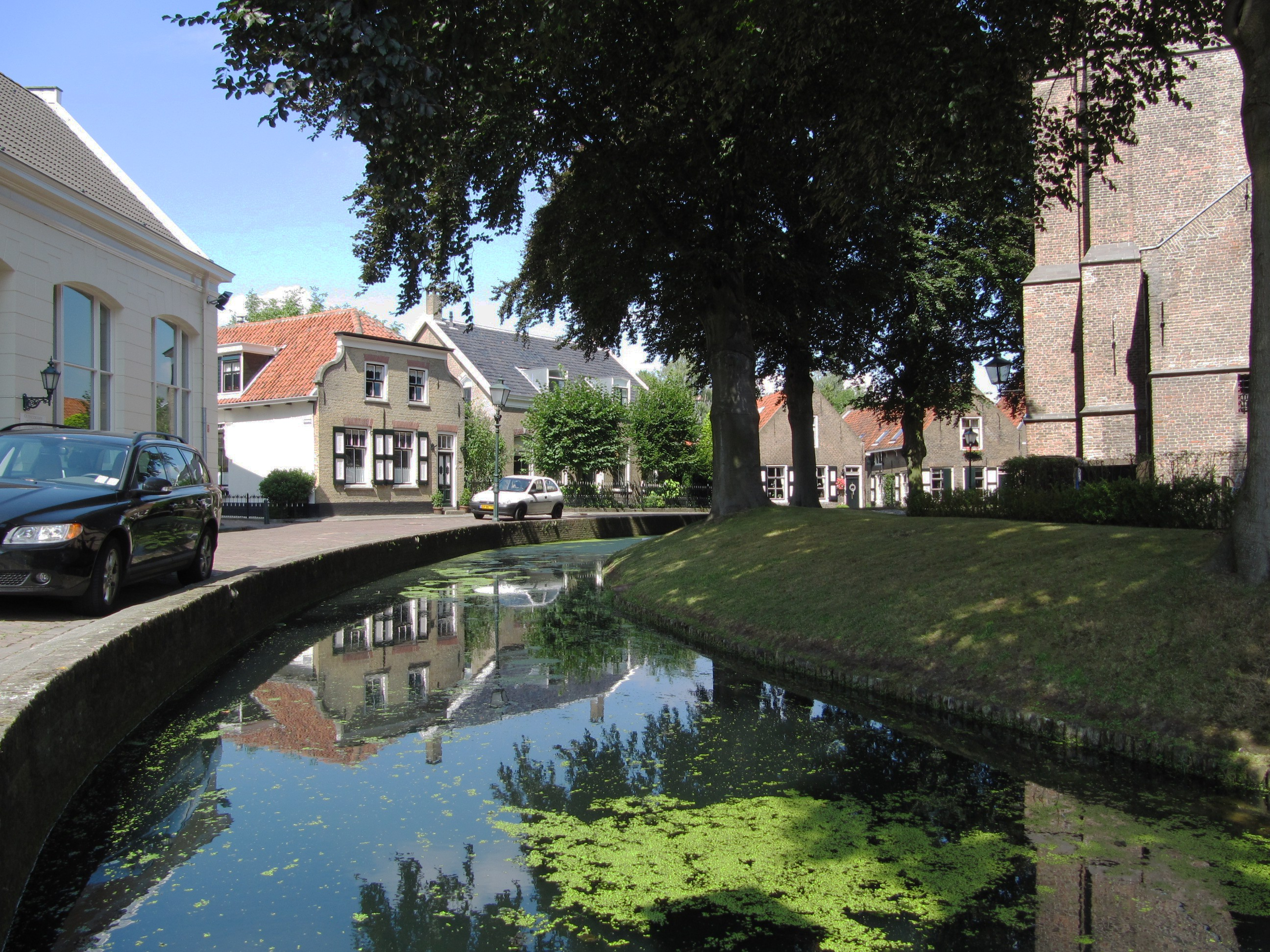

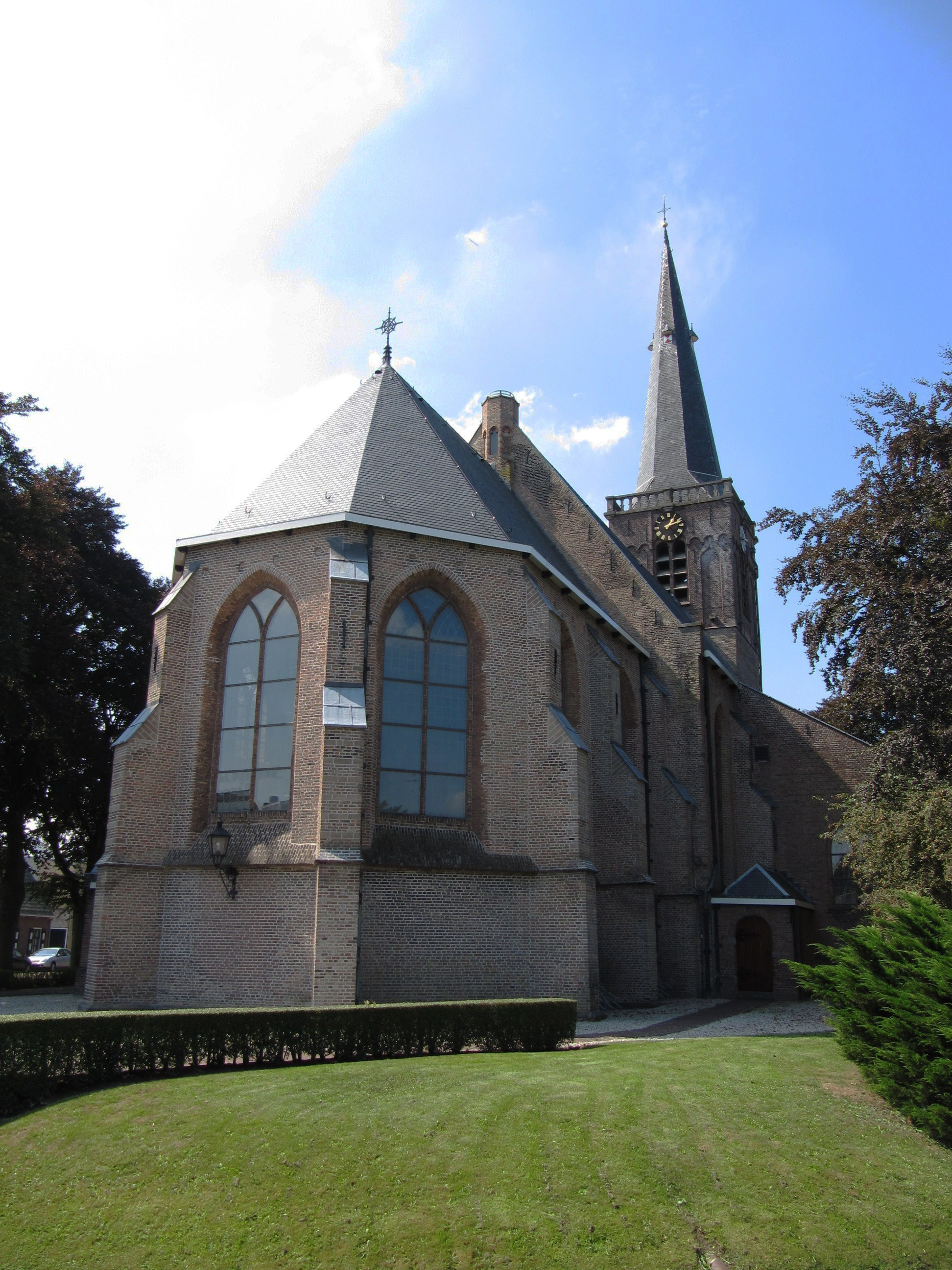